# Новая Олешня
Новая Олешня (бел. Новая Алешня) — деревня в Болотнянском сельсовете Рогачёвского района Гомельской области Беларуси.

## География

### Расположение
В 49 км на северо-восток от районного центра и железнодорожной станции Рогачёв (на линии Могилёв — Жлобин), 110 км от Гомеля.

### Гидрография
На реке Гутлянка (приток реки Днепр).

## Транспортная сеть
Транспортные связи по просёлочной, затем автомобильной дороге Довск — Славгород). Планировка состоит из прямолинейной улицы, пересекаемой в центре короткой прямолинейной меридиональной улицей. Застройка двусторонняя, деревянная, усадебного типа.

## История
По письменным источникам известна с XVIII века. После 1-го раздела Речи Посполитой (1772 год) в составе Российской империи. По инвентарю 1788 года в Довской волости Рогачёвского уезда Могилёвской губернии. В 1858 году владение помещика Хмызовского. С 1880 года работал хлебозапасный магазин. Согласно переписи 1897 года действовала ветряная мельница. В 1909 году 597 десятин земли.
В 1931 году организован колхоз. Во время Великой Отечественной войны каратели в 1943 году сожгли 16 дворов и убили 5 жителей. 39 жителей не вернулись с фронтов. Согласно переписи 1959 года в составе колхоза имени В. И. Ленина (центр — деревня Болотня).

## Население

### Численность
- 2004 год — 31 хозяйство, 53 жителя.

### Динамика
- 1788 год — 37 дворов.
- 1858 год — 40 дворов.
- 1897 год — 57 дворов, 396 жителей (согласно переписи).
- 1909 год — 63 двора, 518 жителей.
- 1940 год — 69 дворов.
- 1959 год — 200 жителей (согласно переписи).
- 2004 год — 31 хозяйство, 53 жителя.